# Китнос
Ки́тнос, Кифнос, Кифн (греч. Κύθνος) — остров в Греции, в южной части Эгейского моря. Входит в архипелаг Киклады. Расположен между островами Кея и Серифос, в 91 километре к юго-востоку от Афин. Порт Мерихас на западе Китноса находится в 26 морских милях от Лавриона и в 52 морских милях от Пирея. Население 1456 жителей по переписи 2011 года. Площадь составляет 99,432 км², протяжённость береговой линии — 111 километров. Жители преимущественно заняты земледелием, животноводством, рыболовством, судоходством и туризмом. Вино и сыры Китноса известны с древних времён.
Остров является участком паромного маршрута Пирей — Китнос — Серифос — Сифнос — Милос — Кимолос. На острове есть ветряная и солнечная электростанции.
Высочайшей вершиной является Каковоло (греч. Κακόβολο) высотой 356 метров.

## История
По преданию первыми жителями Китноса были дриопы, переселившиеся после дорийского вторжения в XIV веке до н. э. с Эвбеи, остров назывался Дриопис, сейчас название сохранилось за деревней Дриопис, от дриопского царя Кифна происходит современное название острова. Позже, в VIII веке до н. э. ионийцы вытеснили дриопов с острова и поселились здесь.
На северо-восточно побережье острова в месте Марулас (Μαρουλάς) близ деревни Лутра обнаружено поселение и кладбище периода мезолита, 8500—6500 до н. э., самое раннее из известных поселений Киклад. Большая часть этого поселения в настоящее время затоплена морем. Раскопки 1996 года обнаружили человеческие скелеты, каменные орудия труда и другие артефакты, доказывающие наличие длительного присутствия человека в этом месте (возможно охотников-собирателей).

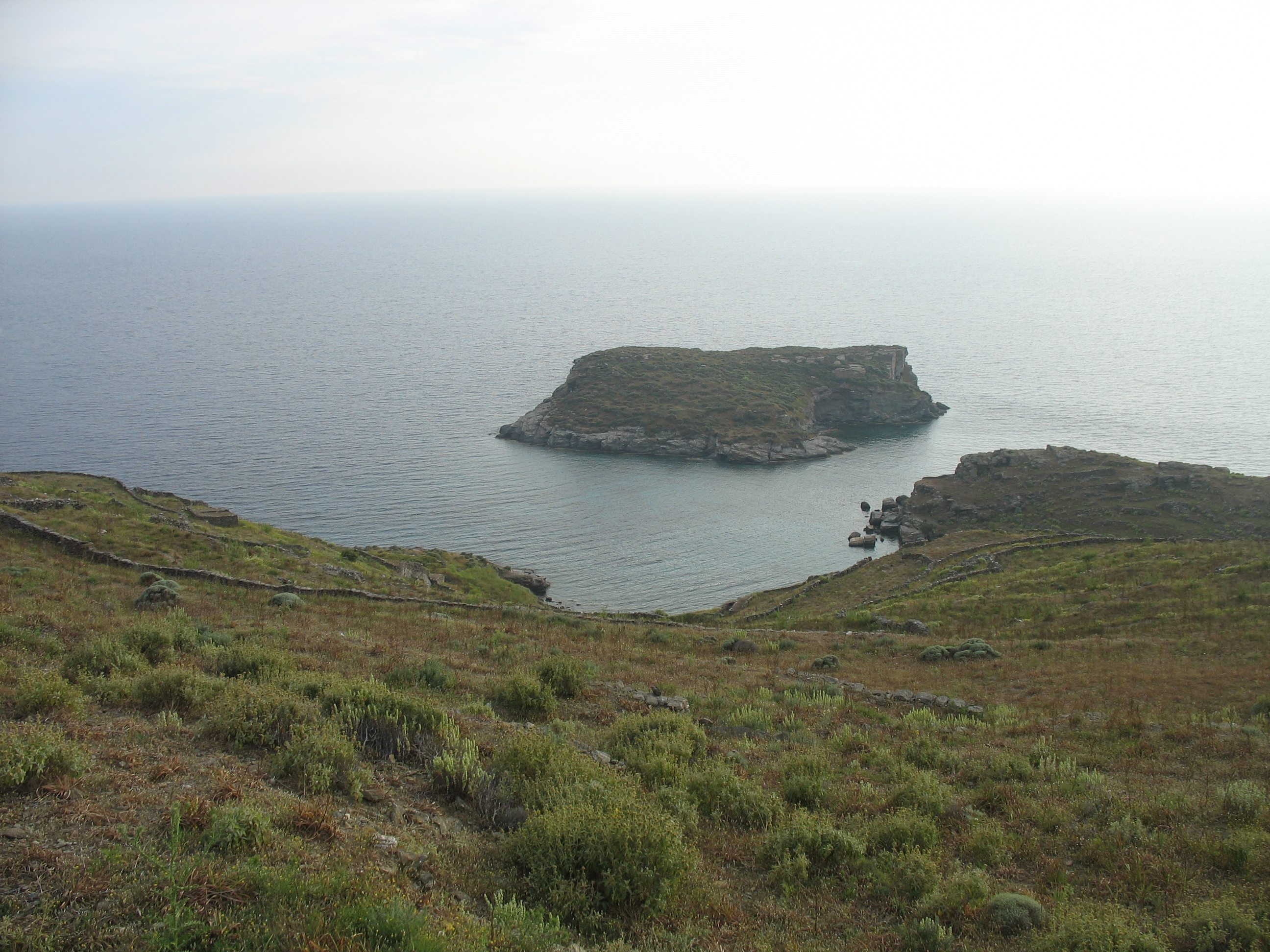
Руины во Вриокастро

Согласно археологическим данным Китнос был обитаем в медный век, в раннекикладский период, в 3-м тысячелетии до н. э., когда месторождения меди на Китносе привели к появлению поселений и металлургических печей. Китнос был обитаем также в микенский период, 1600—1100 годы до н. э.. В микенский период появляется порт и поселение во Вриокастро, на острове развивается сельское хозяйство, Китнос поставляет вино и сыр. В доисторический период остров назывался Офиуса (др.-греч. Ὀφιοῦσσα), «Змеиный остров». В архаический период Китнос достиг расцвета. Политическое устройство острова имело составные черты правления аристократии и демократии. Это побудило Аристотеля написать философское произведение — «Конституцию Кифноса» (Κυθναίων Πολιτεία), в которой он видел близкое к идеальному государственное управление. В Греко-персидские войны остров воевал на стороне греков. Геродот пишет, что остров послал одну трирему и один пентеконтор для участия в битве при Саламине. Далее остров был членом Первого афинского морского союза. После Пелопоннесской войны и войн диадохов Китнос пришёл в упадок в эллинистический период.

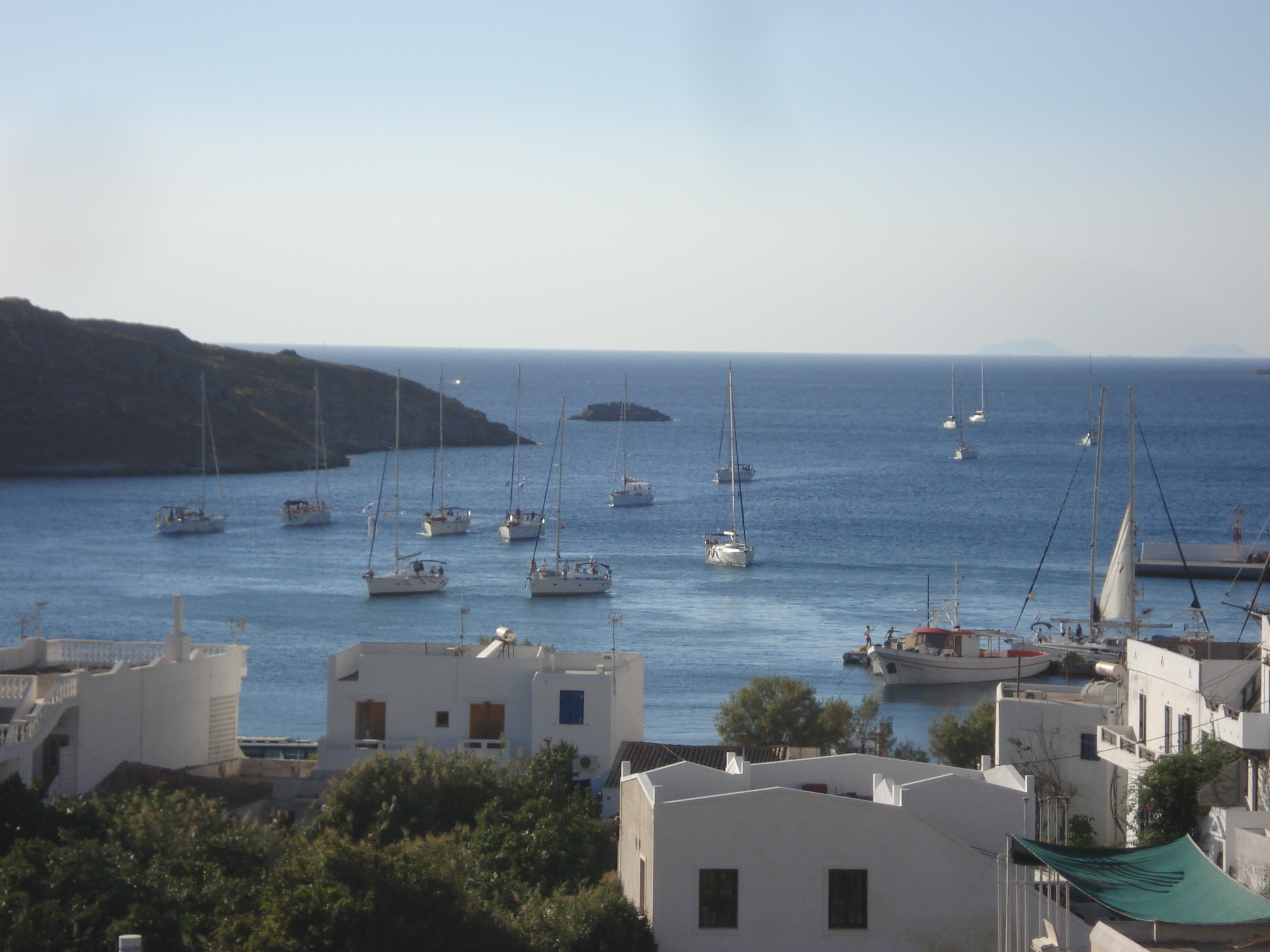
Порт Мерихас

В римский период Китнос использовался как торговый склад и место изгнания. В VII веке жители из-за пиратства покидают древний город Китнос и переселяются в неприступный Кефалокастро или Замок Орья на севере острова. В 1207 году через три года после осады и падения Константинополя Китнос был захвачен венецианцами во главе с Марко Санудо и вошёл в состав созданного ими Наксосского герцогства. В 1337 году переходит знатному роду Гоццадини из Болоньи. В 1537 году Китнос захватил и разрушил адмирал Хайреддин Барбаросса, и Гоццадини стали вассалами османского султана. В 1566 году управление островом было передано Иосифу Наси. После его смерти в 1579 году Китнос вошёл в состав Османской империи. Султан Мурад III в 1580 году и султан Ибрагим I в 1646 году дали Кикладам, в том числе Китносу льготы, способствовавшие экономическому и культурному процветанию и развитию самоуправления. Во время русско-турецкой войны 1768—1774 годов был захвачен Россией, по Кючук-Кайнарджийскому миру возвращён туркам.
Китнос был одним из первых островов, принявших участие в национально-освободительной Греческой революции 1821 года и в 1830 году, как и другие Киклады, воссоединился с Грецией. В XIX веке беженцы с Крита основали Силакас (греч. Σύλλακας), ныне Дриопис. В это время Китнос стал известен горячими источниками (θερμές πηγές) в бухте Лутра, из-за которых получил второе название Термья или Фермия (Θερμιά). В этот период растёт судоходство.

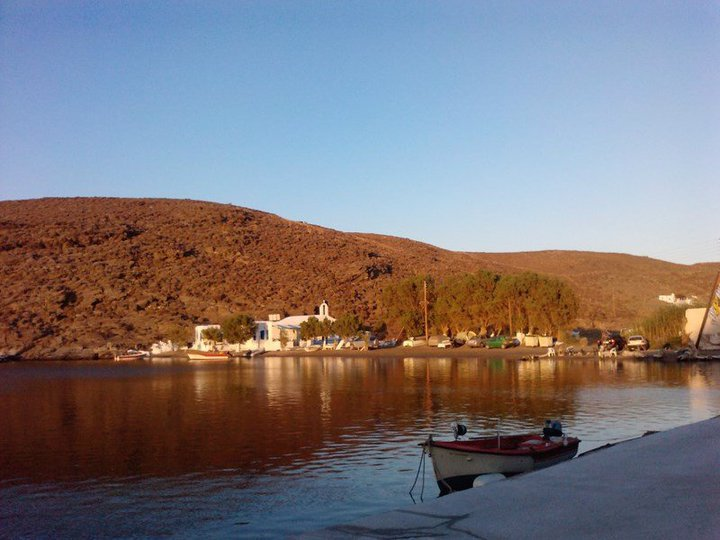
Бухта Айия-Ирини

В феврале 1862 года произошло восстание против короля Оттона I, известное как «Китниака» (Κυθνιακά). Революционеры, преимущественно с острова Сироса попытались освободить политзаключённых, находившихся на Китносе после подавления восстания в Нафплионе. В бухте Айия-Ирини революционеры Леотсакос, Морайтинис и Скарвелис погибли в бою с королевскими войсками.
В 1941 году Китнос во время оккупации странами «оси» попал в итальянскую зону. После перемирия между Италией и Союзниками в 1943 году попал в немецкую зону.

## Археологические памятники
В раннекикладский период, в 3-м тысячелетии до н. э. существовало значительное поселение в месте Скурьес (Σκουριές) на северо-востоке Китноса. Особое значение имеют остатки металлургических печей и инструментов раннекикладского периода, по которым можно судить о разработке медных месторождений на Китносе.
В месте Вриокастро (Βριόκαστρο), к северу от современного порта Мерихаса находилось постоянное укреплённое поселение с микенского периода. В ходе раскопок в 1990—1995, в 2001 и с 2002 года здесь сохранились руины стен и зданий древнего полиса Китноса классического, эллинистического и римского периода. В бухте Мандраки (Μανδράκι) находился древний укреплённый порт. В ходе подводных археологических работ, проводимых с 2005 года Университетом Фессалии и Инспекцией подводных древностей, найдены мраморные статуи римского периода, бюст в доспехах I века до н. э. и три гермы II века, фундаменты прибрежных стен и волнорез длиной 100 метров в южной части гавани. На акрополе находился важный храм Деметры, которым пользовались жители с VIII века до н. э. до I века. Ниже на плато найдены два прямоугольных здания, предположительно храмы IV или III века до н. э. На мысе севернее найдено ещё одно святилище. В ходе раскопок, проводимых в 2002—2006 годах Университетом Фессалии совместно с Инспекцией доисторических и классических древностей здесь найдены находки, относящиеся к архаическому и эллинистическому периоду. Найдены два каменных алтаря и по соседству двойной храм Аполлона и Артемиды VII века до н. э. В храме найдено нетронутое хранилище с приношениями, преимущественно ювелирными украшениями архаического периода. Севернее при раскопках с 2009 года найден фундамент монумента и ниже общественное здание классического периода. По археологическим данным древний город был обитаем непрерывно с X века до н. э. до VI—VII века, когда жители переселились в Замок Орья.
От классического периода осталось несколько круглых и прямоугольных башен. В северной части Китноса близ мыса Кефалос находится замок Кефалокастро (Κεφαλόκαστρο) или Замок Орья (Κάστρο της Ωριάς), в настоящее время необитаемый, в византийский период и период франкократии, до XVIII века являвшийся административным центром острова. Здесь сохранились церкви Сорока Севастийских мучеников и Святого Состиса. В месте Кастелос (Κάστελλος) был укреплённый акрополь архаического периода, VII—VI века до н. э.

## Музеи
В Дриописе находятся Византийский и Фольклорный музеи.

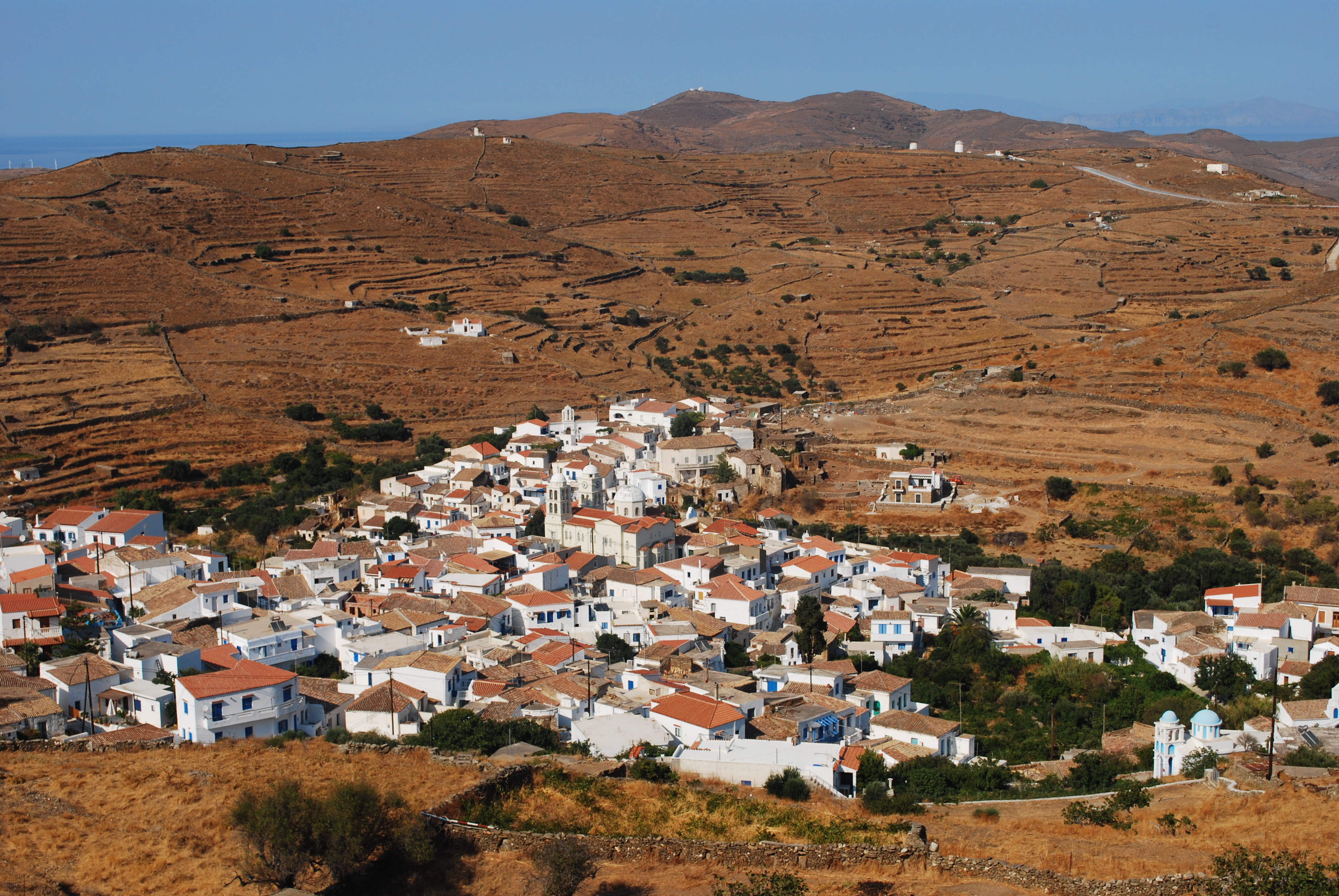
Дриопис

## Архитектура
Административный центр острова, деревня Китнос находится в 7 километрах к северо-востоку от порта Мерихаса и представляет собой образец кикладской архитектуры.
В Дриописе дома имеют черепичные крыши, что связано с местным керамическим производством, и представляют собой народный вариант неоклассической архитектуры.
На Китносе находятся церкви Иисуса Спасителя (перестроена в 1636 году), Святого Иоанна Предтечи с резным иконостасом XIV века, собор Святой Варвары XVIII века, монастырь Богоматери Никус с кафоликоном в форме трёхнефной базилики с куполом, которые сочетают поздневизантийскую архитектуру с традиционными стандартами. В церкви Святого Саввы 1673 года есть герб Гоццадини, в церкви Преображения Господне есть картины известных критских художников Антониоса, Эммануила и Иоаниса Скордилиса.

## Пещера Катафики

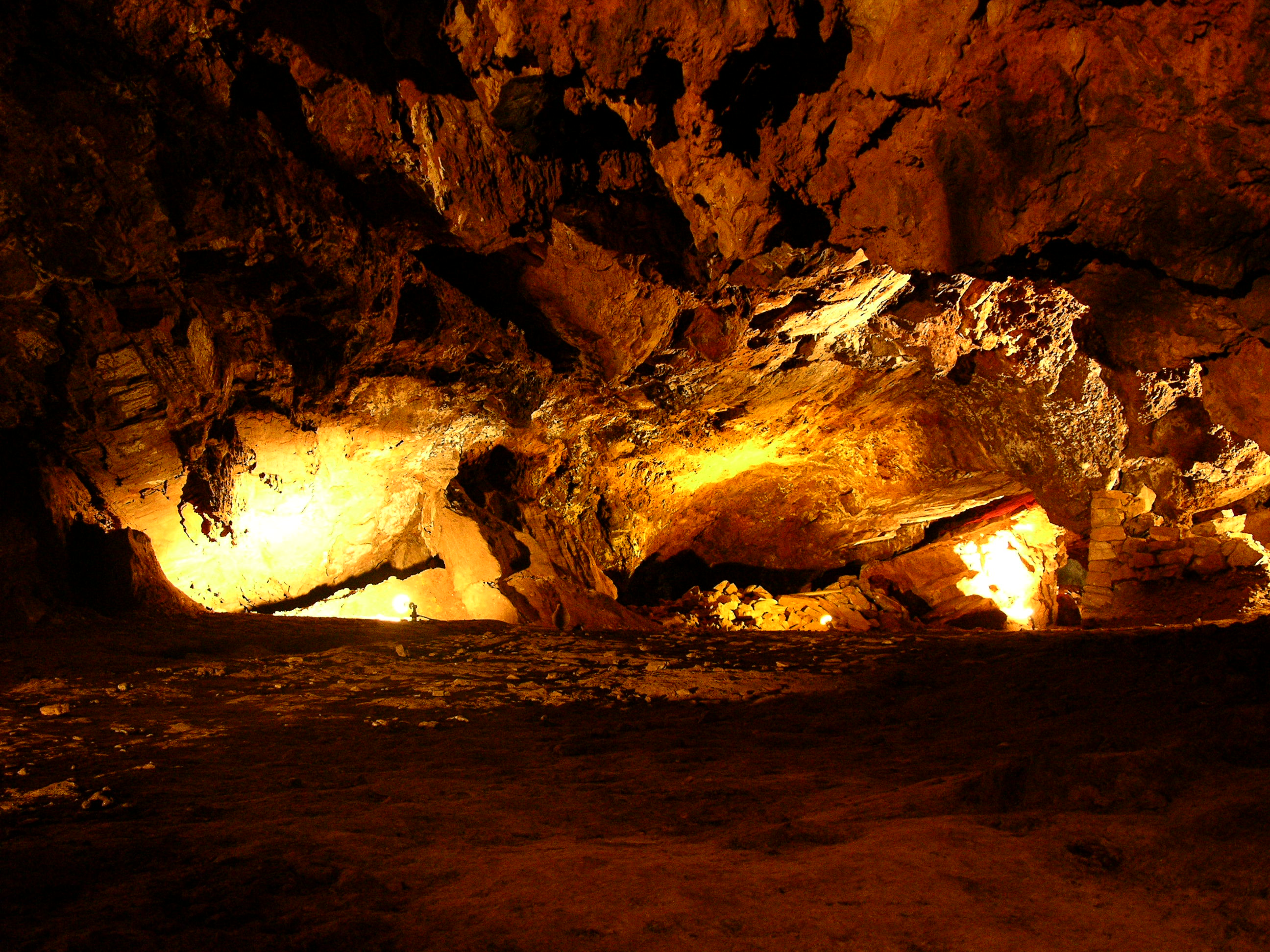
Пещера Катафики на острове Китнос

Рядом с деревней Дриопис в местности «Фирес» находится пещера Катафики (Καταφύκι), одна из самых крупных в Греции, богатая сталактитами. Пещера использовалась жителями в качестве убежища в годы Второй мировой войны, а также как место празднования Пасхи.

## Община Китнос

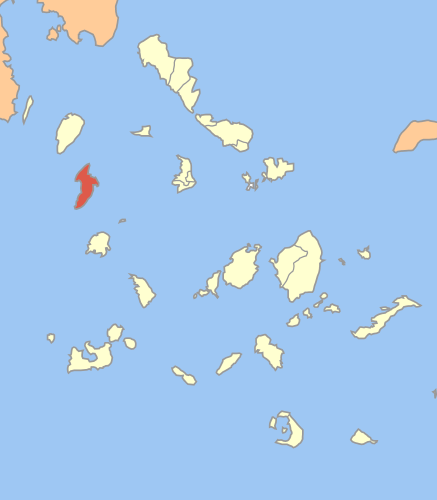
Община Китнос на карте периферии Южные Эгейские острова

Община (дим) Китнос (греч. Δήμος Κύθνου) входит в периферийную единицу Кея-Китнос в периферии Южные Эгейские острова. Население 1456 жителей по переписи 2011 года. Площадь 100,187 квадратного километра. Плотность 14,53 человека на квадратный километр. Административный центр — Китнос. Димархом на местных выборах 2014 года избран Стаматиос Гардерис (Σταμάτιος Γαρδέρης).
В общину Китнос входят два сообщества:
| Сообщество | Население (2011), человек | Площадь, км² |
| ---------- | ------------------------- | ------------ |
| Дриопис    | 787                       | 50,226       |
| Китнос     | 669                       | 49,961       |

## Население
| Год  | Население, человек |
| ---- | ------------------ |
| 1991 | 1611               |
| 2001 | 1538               |
| 2011 | ↘1456              |

## Уроженцы
- Леонидас Параскевопулос (1860—1936) — генерал, участник греко-турецкой войны 1897 года, Балканских и Первой мировой войн, командующий греческой армии периода 1918—20 годов, включая начальный победоносный период Малоазийского похода.